# V?
『V?』（ブイ?）は日本のヴィジュアル系ロックバンド、jealkbのメジャー4thアルバム。2012年10月10日発売。発売元はjkb records/R and C Ltd.。

## 概要
前作発売後、先にシングルで発売されている曲は無い為、全曲が新作のアルバム。本作はjealkbでは珍しく提供楽曲が収録され、中にはヴィジュアル系とは縁の薄いミュージシャンが関わっている。

## 収録曲
1. 積極的受動人間（せっきょくてきじゅどうにんげん）
  - 作詞:haderu / 作曲:elsa / 編曲:elsa & keisuke kushino
2. DEAD LOCK（デッドロック）
  - 作詞・作曲:JIN / 編曲:JIN & keisuke kushino
    - 毎日放送/TBSテレビ系「使える芸能人は誰だ!?プレッシャーバトル!!」エンディングテーマ。
3. サロメ
  - 作詞・作曲・編曲:Shinnosuke
4. Boots（ブーツ）
  - 作詞・作曲:寺岡呼人 / 編曲:elsa & keisuke kushino
5. koi koi（コイ コイ）
  - 作詞・作曲:所ジョージ / 編曲:elsa & keisuke kushino
6. 瞳･華（ひとみばな）
  - 作詞・作曲:前山田健一 / 編曲:藤澤慶昌 & keisuke kushino
7. Glory Days（グローリーデイズ）
  - 作詞・作曲:山本聡(ガガガSP) / 編曲:藤澤慶昌 & keisuke kushino
8. ロザリオ
  - 作詞・作曲:elsa / 編曲:elsa & keisuke kushino

### 初回盤限定DVD
1. AGAINST
2. ROLLING
3. snatch
4. super special summer
5. 恋する日曜日
6. killss
7. 虚無感狂想曲
8. baker baker paradox
9. 堕落
10. WILL
11. 夢の穴 (「霧薔薇ノ月夜」より) (特典映像)
12. ドッキリ企画 (「霧薔薇ノ月夜」より) (特典映像)
13. 異色薔薇ノ歌合戦オープニングテーマ (特典映像)
14. 異色薔薇ノ歌合戦エンディングテーマ (特典映像)